# Inermocoelotes brevispinus
Inermocoelotes brevispinus es una especie de araña araneomorfa del género Inermocoelotes, familia Agelenidae. Fue descrita científicamente por Deltshev & Dimitrov en 1996.
Se distribuye por Bulgaria. El prosoma del macho mide aproximadamente 6 milímetros de longitud y el de la hembra 5,6 milímetros.